# 斯陶特蘭 (密蘇里州)
斯陶特蘭（英語：Stoutland）是位於美國密蘇里州康登縣及拉克利德縣的城市。

## 人口
根據2020年美國人口普查的數據，斯陶特蘭的面積為1.57平方千米，皆為陸地。當地共有人口209人，而人口密度為每平方千米133人。